# إدي ألين (لاعب كرة قدم أمريكية)
إدي ألين (بالإنجليزية: Eddie Allen)‏ هو لاعب كرة قدم أمريكية أمريكي، ولد في 5 مايو 1918 في دانسفيل ليفينغستون مقاطعة في الولايات المتحدة، وتوفي في 1 مارس 2012.